# 南赫夫特
南赫夫特（德語：Süderhöft）是德国石勒苏益格－荷尔斯泰因州的一个市镇。总面积2.60平方公里，总人口21人，其中男性9人，女性12人（2011年12月31日），人口密度8人/平方公里。